# العواقب القانونية لبناء الجدار في الأرض الفلسطينية المحتلة
الآثار القانونية المترتبة على تشييد جدار في الأرض الفلسطينية المُحتلة (المعروفة باسم الفتوى المتعلقة بالجدار الإسرائيلي) الصادرة في 9 تموز/يوليه 2004 هي فتوى أصدرتها محكمة العدل الدولية فيما يتعلق بالجدار الإسرائيلي العازل في الضفة الغربية.
استجابت المحكمة لطلب من الجمعية العامة للأمم المتحدة في 10 كانون الأول/ديسمبر 2003 بشأن المسألة القانونية بموجب القانون الدولي المتعلقة بالحاجز الإسرائيلي في الضفة الغربية الذي أقامته إسرائيل والذي يتبع جزئيًا حدود الخط الأخضر بين إسرائيل والضفة الغربية ويدخل جزئيًا إلى الضفة الغربية التي تحتلها إسرائيل. لقد كان الجدار موضوعا مثيرا للجدل وسببا في تصاعد التوترات في الصراع الإسرائيلي الفلسطيني. وجادلت إسرائيل بأن الجدار الفاصل ضروري لإبعاد المناضلين في الضفة الغربية وتجنب شن المزيد من الهجمات الانتحارية ضد مواطنيها.
شرعت إسرائيل في بناء الجدار الفاصل أثناء الانتفاضة الثانية في أيلول/سبتمبر 2000، على طول الخط الأخضر في عام 1949 وما وراءه.
```
وقد خلصت المحكمة، في فتواها غير الملزمة، إلى أن الجدار ينتهك القانون الدولي وينبغي هدمه. كان تصويت القضاة 14 صوتًا مقابل صوت واحد، مع معارضة 
توماس بويرغنتال
 
[الإنجليزية]
[
2
]
```

قد استندت إلى الحكم في تشرين الثاني/نوفمبر 2006 مؤسسة الحق، وهي مجموعة فلسطينية لحقوق الإنسان، رفعت قضية أمام محكمة الاستئناف في المملكة المتحدة ضد الحكومة البريطانية لإنهاء تراخيص التصدير إلى إسرائيل "لضمان تنفيذ الرأي الاستشاري الصادر في تموز/يوليو 2004 بشأن جدار إسرائيل". رفضت القضية في تشرين الثاني/نوفمبر 2008.
```
أشير أيضًا إلى الحكم في 
قرار الجمعية العامة للأمم المتحدة 66/225
 المؤرخ 22 كانون الأول/ديسمبر 2011.
```

## وصلات خارجية
- General Assembly resolution ES-10/14 of 12 December 2003
- International Court of Justice, Order of 19 December 2003
- International Court of Justice, Order of 30 January 2004
- International Court of Justice, Advisory Opinion of 9 July 2004
- International Court of Justice, filings and materials on the case